# Château des Plas
Pour les articles homonymes, voir de Plas et Plas.
Les châteaux de Saint-Hilaire et de Plas forment un ensemble de deux châteaux situés dans la commune de Curemonte en Corrèze, en Nouvelle-Aquitaine en France.

## Historique
C'est une co-seigneurie, avec deux châteaux construits dans la même enceinte, le château Saint-Hilaire dès le XIIIe siècle, le château de Plas actuel deux siècles plus tard.
Le nom Plas existait  dans la paroisse de Lostanges dès le XIe siècle, au siècle suivant on trouve un Guillaume Plas (moine), un Pierre Plas (prieur), un autre Pierre Plas (dominicain à Brive). Léger de Plas fut évêque de Lectoure (Gers) de 1599 à 1635, et son neveu Jean d'Estresse (fils d'Isabeau de Plas) lui succéda de 1635 à 1646.
La demeure fut probablement construite à l'initiative de Jean de Plas vers les années 1543-1547, il fut ambassadeur de Louis XII et de François Ier en Écosse, il était docteur en droit canonique à la Sorbonne. Pour ses bons services, le roi le nomma à l'évêché de Périgueux. Dans une salle du château, on peut lire l'inscription suivante : « ung Dieu, ung Roy, une Foy, une Loy » ce qui était la devise des royalistes et des catholiques de l'époque.

## Architecture
Le  château de Saint-Hilaire, situé au centre de l'enceinte, a été construit au XIIIe siècle. Ce bâtiment rectangulaire de trois étages sur rez-de-chaussée est flanqué de trois tours couronnées de mâchicoulis et coiffées de toitures en tuiles plates. Sa porte d'entrée est de style Renaissance.
Le château de Plas, situé près de l'entrée est formé de deux tours carrées. Un bâtiment rectangulaire a été ajouté au XVIIe siècle. La porte d'entrée est surmonté d'un cartouche aux armes de la famille Plas de Curemont et encadrée de pilastres à bossages.
Au XVIIe siècle a aussi été construit un bâtiment flanqué d'une tourelle à chaque extrémité qui s'ouvre sur l'extérieur par de larges baies en anses de paniers. Le mur d'enceinte est flanqué de deux autres tourelles, l'une cylindrique, l'autre hexagonale.
L'ensemble de ces constructions a été classé monument historique le 31 octobre 1991, et le site est inscrit.